# Chiminigagua
Chiminigagua, Chiminichagua ou Chimichagua era o ser supremo, deus onipotente e criador do mundo na religião da Muisca . Os Muisca e sua confederação foram uma das quatro civilizações avançadas das Américas e desenvolveram sua própria religião no Altiplano Cundiboyacense nos Andes.
Chiminigagua era um deus universalmente bom e representava a única luz que existia quando era noite. O deus foi descrito no final do século XVI pelos cronistas espanhóis Pedro Simón e Juan de Castellanos.

## Descrição
Quando o mundo foi criado havia apenas escuridão e a única luz foi dada por Chiminigagua. Então Chiminigagua decidiu iluminar o Universo. Ele então criou dois grandes pássaros pretos e os lançou no espaço, os pássaros espalharam um hálito luminoso que saía de seus bicos, produzindo luz no cosmos. Assim ele criou a luz e tudo no mundo. Chiminigagua mostrou a importância de seus importantes deuses Chía (a Lua), Sué (o Sol) e Cuchavira (arco-íris). Adorar a Lua e o Sol para os Muisca era elogiar Chiminigagua. A criação do Sol e da Lua deu origem à deusa mãe Bachué .

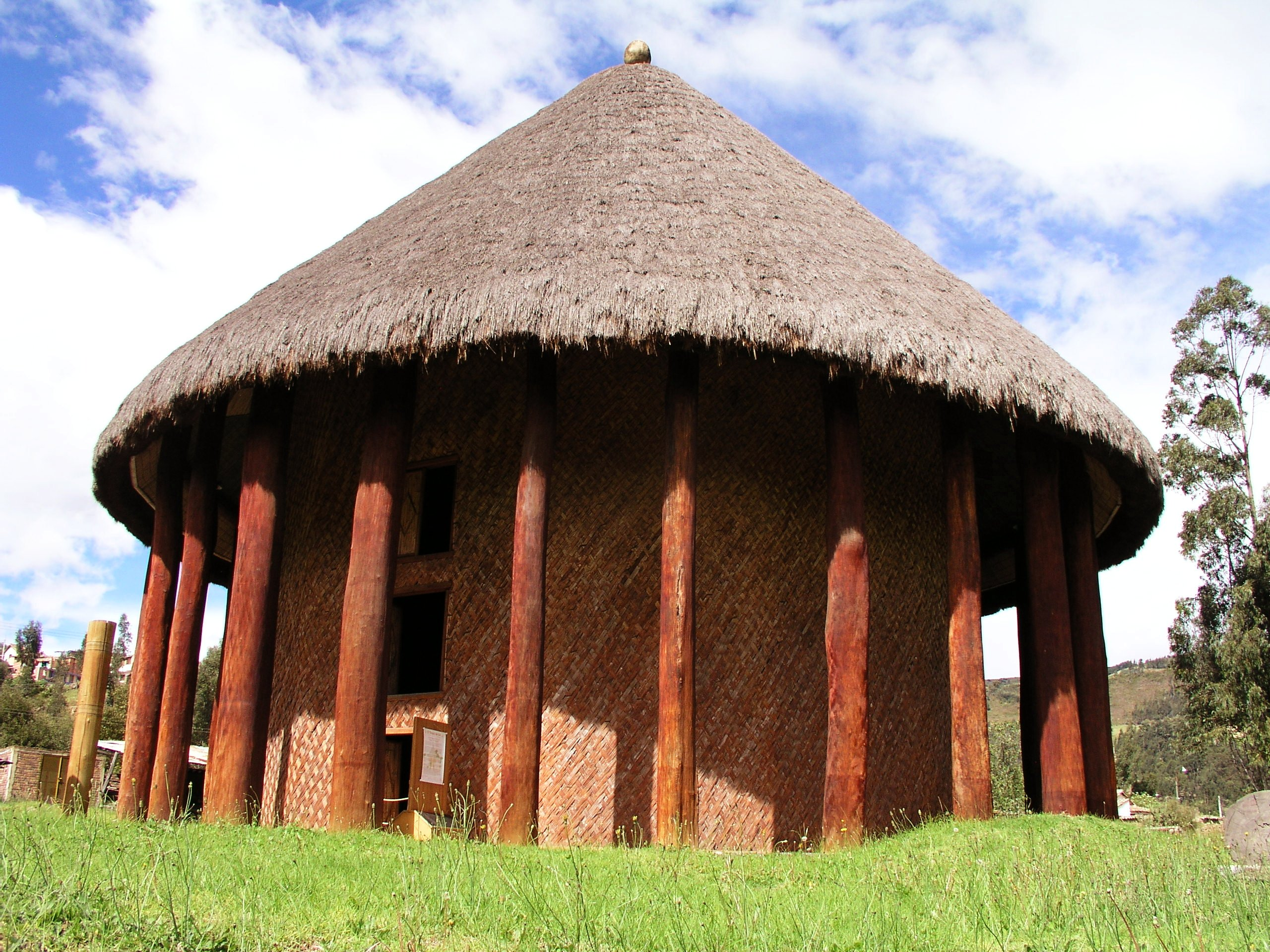
Templo do Sol Muísca

O culto solar e a crença no ser supremo são comparáveis a outros povos indígenas das Américas e de outras partes do mundo. Tezcatlipoca era uma divindade semelhante para os astecas e Viracocha era sua contraparte para os incas . Cultos solares e deuses também são encontrados em outras religiões; Hórus, Ra e Aton para os egípcios, Mitra para os persas, Shamash para o povo da Mesopotâmia, Helios para os gregos e Surya na Índia . Quetzalcoatl e Huitzilopochtli representavam o Sol para os astecas e os maias elogiavam Kinich Ahau, enquanto os incas acreditavam que Inti simbolizava o Sol e criou a civilização inca.
Os santuários mais importantes estabelecidos na Colômbia pré- colombiana foram erguidos em Sugamuxi, atual Sogamoso, Guatavita, Bacatá (atual capital colombiana Bogotá) e Guachetá . Zaque Goranchacha construiu um templo em Hunza, hoje conhecido como Tunja, e em homenagem a ele o povo colocou as Cojines del zaque ("Almofadas de Zaque"), duas pedras circulares feitas da mesma rocha. Todos os dias, antes do nascer do sol, o zaque com seus sacerdotes e alguns indígenas se reuniam e rezavam para que o sol nascesse no leste. O que deu aos astrônomos poder sobre os camponeses durante os eclipses. O governante da Muisca ajoelhou-se sobre os Travesseiros e o povo rezou, cantou e dançou. Em algumas ocasiões havia sacrifícios humanos onde os corações de crianças de doze anos eram retirados de seus corpos e oferecidos ao santo Sol.
Sogamoso era considerada uma cidade sagrada na Cordilheira Oriental dos Andes colombianos e era conhecida como a "Cidade do Sol", abençoada por Bochica . Foi aqui que os peregrinos se reuniram para adorar Chiminigagua. Quando os conquistadores espanhóis liderados por Gonzalo Jiménez de Quesada chegaram à área do Muisca, eles estavam em busca de ouro e do lendário El Dorado . Suas tochas queimaram o sagrado Templo do Sol, destruindo uma das mais elaboradas obras religiosas dos Muisca. O Templo do Sol foi reconstruído no Museu de Arqueologia de Sogamoso.
O ser supremo do Muisca era uma divindade estática sem corpo que governava todos os outros deuses. Ele, no entanto, nunca foi adorado diretamente, mas por meio de seus deuses menores do Sol, da Lua e da fertilidade; Chía, Sué e Chaquén . O deus mensageiro de Chiminigagua era Bochica . Quando os espanhóis chegaram ao território Muisca foram descritos como "filhos do Sol".